# Crossopetalum ternifolium
Crossopetalum ternifolium är en benvedsväxtart. Crossopetalum ternifolium ingår i släktet Crossopetalum och familjen Celastraceae.

## Underarter
Arten delas in i följande underarter:
- C. t. moaense
- C. t. ternifolium